# ヴァルテル・モリーノ
ヴァルテル・モリーノ（Walter Molino、1915年11月5日 - 1997年12月8日）は、イタリアの漫画家・イラストレーター。日本語ではウォルター・モリノの読みで言及されることも多い。

## キャリアと生涯
レッジョ・エミリアに生まれたモリーノは、1935年に新聞の『ポポロ・ディタリア』誌と子供向け雑誌の『モネロ』誌、『イントレーピド』誌のイラストレーター・風刺画家としてデビューした。1936年からは風刺雑誌の『ベルトルド』のために働き、1938年には漫画家として、文章を務めるフェデリーコ・ペドロッキと組んで『Virus, il mago della foresta morta』シリーズを手掛けた。ペドロッキと連載を続けながらも、モリノは『Capitan l'Audace』シリーズ（『ラウダーチェ』誌）や『Maschera Bianca』を始め多くの作品とキャラクターを生み出した。
1941年から、モリーノはアキーレ・ベルトラーメの後任として『ラ・ドメニカ・デル・コッリエーレ』誌の表紙画を手掛けるようになる。モリーノはまた、女性誌の『グランド・ホテル』の表紙画と「チネロマンズィ(伊: cineromanzi)」という、有名な映画俳優をモチーフにした恋愛やメロドラマ寄りのコミックストーリーを担当した。
2020年、『ラ・ドメニカ・デル・コッリエーレ』誌の1962年12月号に掲載された、モリーノの描いた空想的な乗り物「Singoletta」が、ソーシャルディスタンスの解決策に見えるということから、オンライン上で話題となった。元の雑誌には具体的に未来のいつかを触れていないにもかかわらず、勘違いなどからこのイラストは2022年を描いたものであるとして引用・言及されることが多い。